# Tim Hardin
Tim Hardin (Eugene, 23 de dezembro de 1941 - Turner, 29 de dezembro de 1980) foi um compositor e cantor de música folk que fez parte da cena musical de Greenwich Village nos anos 1960.

## Biografia
Hardin nasceu em Eugene, Oregon. Aos 18 anos de idade saiu da escola para se alistar na marinha norte-americana. Depois de dispensado, mudou-se para Nova Iorque em 1961, aonde fez parte brevemente da Academia Americana de Artes Dramáticas. Foi recusado por atuar mal e passou a focar sua carreira musical ao começar a apresentar-se em Greenwich Village tocando blues.
Depois de se mudar para Massachusetts, Boston, em 1962, Hardin foi descoberto pelo produtor Erik Jacobson, que arranjou uma reunião com a Columbia Records. Em 1964 ele volta à Greenwich para gravar seu primeiro disco. A Columbia não gostou do resultado final, e só lançaria o disco depois da aparição de Hardin no Festival de Woodstock em 1969.
Seu primeiro álbum, Tim Hardin 1, foi lançado em 1966 pela Verve Records. Mostrava uma transformação de seu estilo tradicional de blues para o folk, que definiria o restante de sua carreira. Este LP continha a canção "Reason to Believe", que seria sucesso na voz Rod Stewart anos depois. Tim Hardin 2 foi lançado em 1967 e apresentava sua música mais famosa, "If I Were a Carpenter". Hardin não fez turnê para divulgar o disco; seu vício em heroína e o medo dos palcos fazia com que seus shows fossem deveras erráticos. Tim Hardin 3, lançado em 1968 apresentava gravações ao vivo assim como novas versões de suas músicas antigas.
Nos anos seguintes Hardin revezou-se entre a Inglaterra e os EUA. O vício em heroína já havia tomado controle de sua vida na época do lançamento de seu último álbum, Tim Hardin 9 em 1973. Sua morte ocorreu no dia 29 de dezembro de 1980 em Los Angeles, Califórnia, 6 dias após fazer 39 anos. O motivo de sua morte foi uma overdose de heroína e morfina. Hardin Foi sepultado no Twin Oaks Cemetery, Turner, Oregon, no Estados Unidos.

## Discografia
- Tim Hardin 1 (1966)
- Tim Hardin 2 (1967)
- This Is Tim Hardin (1967)
- Tim Hardin 3 Live in Concert (1968)
- Tim Hardin 4 (1969)
- Suite for Susan Moore and Damion: We Are One, One, All in One[3] (1969)
- Bird on a Wire (1971)
- Painted Head (1972)
- Nine (1973)
- Unforgiven (1981)